# Alessija Lause
Alessija Lause (* 15. April 1980 in Bad Aibling) ist eine deutsche Schauspielerin.

## Leben

### Herkunft und Anfänge
Alessija Lauses Mutter ist Kroatin, ihr Vater Deutscher. Ihre künstlerische Karriere begann bereits als Kind. Im Alter von 6 Jahren stand sie zum ersten Mal vor der Kamera, als sie im Musikvideo-Clip Love Is Just A Breath Away des ehemaligen Bay-City-Rollers-Sängers Les McKeown mitspielte. Anschließend folgten Hauptrollen in dem Kindermagazin Zapp Zarapp von Bayern 3 und diverse Werbespots. In der Schule wirkte sie im Schultheater mit.

### Tanz und Theater
Nach ihrem Abitur in Deutschland ging sie nach Kroatien. Sie arbeitete dort als Regieassistentin, absolvierte Praktika in Film-Produktionsfirmen in Deutschland und arbeitete als Assistentin bei der Inszenierung von Shakespeares [King Lear] (Regie: Lenka Udovički) des kroatischen Theaters „Ulysses Kazalište“ mit Rade Šerbedžija auf den Brijuni-Inseln in Kroatien.
Sie war dann auf der Bühne zunächst wieder hauptsächlich als Tänzerin, mit Schwerpunkt Physical Theatre/Tanztheater, tätig. 2003 wirkte sie beim Kroatischen Theaterfestival in Pula in zwei Tanzstücken mit. Sie war Mitglied der japanischen Butoh-Company „Katsura Kahn & Saltimbanque“, mit der sie auch international auf Tournee ging; 2003 gastierte sie mit der Company im Rahmen der RuhrTriennale. Sie war außerdem Ensemblemitglied der argentinischen Aireal-Theater Company „De La Guarda“, mit der sie in Berlin auftrat.
Ab 2003 besuchte Lause, die über keine klassische Schauspielausbildung verfügt, verschiedene Schauspielworkshops und Coachings, u. a. bei Susan Batson, Keith Johnstone, Sherry Hormann und Nessie Nesslauer (Internationale Filmschule Köln, 2004) sowie Monica Bleibtreu (Internationale Filmschule Köln, 2005). Sie spielte dann, in Deutschland und international, in diversen Off-Theater-Produktionen. Sie trat am Theater ...und so fort in München (2005), im DOCK 11 (2005, Tel-Aviv, Berlin) in einer deutsch-israelischen Co-Produktion, im Heimathafen Neukölln (2009), beim Theaterforum Kreuzberg (2011) und am Theater Tiefrot in Köln (2011) auf.
2010 brachte Lause das Zwei-Personen-Theaterstück Danny and the Deep Blue Sea von John Patrick Shanley in erster eigenhändiger Produktion, unter der Regie von Andreas Schmidt, auf Englisch in Berlin auf die Bühne. 2011 gastierte sie als Roberta in Danny and the Deep Blue Sea beim Edinburgh Fringe Festival. Für die weibliche Hauptrolle wurde Lause in Edinburgh als „Beste Schauspielerin“ mit dem „The Stage Award for Acting Excellence“ ausgezeichnet. Im selben Jahr war die Produktion auch auf dem Belfast International Arts Festival zu Gast. Mit dem Stück gastierte sie auch am English Theatre Berlin (2012). 2015 hatte sie ein Gastengagement als Sharla in Killer Joe am Théâtre des Capucins in Luxemburg.

### Film und Fernsehen
Lause übernahm seit 2006 auch regelmäßig Film- und Fernsehrollen und in vielen verschiedenen TV-, wie auch Kinoproduktionen zu sehen, wie z. B. in der Mini-Serie Im Angesicht des Verbrechens (Regie: Dominik Graf).
Im Polizeiruf 110: Stillschweigen (Erstausstrahlung: September 2012) spielte sie, an der Seite von Dirk Borchardt, die Rolle von Yvonne Tauber; sie verkörperte die Ehefrau des Präsidenten eines Rostocker Motorradclubs. Im Tatort: Das goldene Band (Erstausstrahlung: Dezember 2012) war sie neben Maria Furtwängler die ermittelnde Kriminalhauptkommissarin Carla Prinz. In dem Serien-Special Der Bergdoktor – Ein letztes Lied (Erstausstrahlung: Januar 2016) war sie die an einem Gehirntumor leidende erfolgreiche Sängerin Katharina Selig, die bald in vollständiger Taubheit leben wird.
Sie wirkte auch in Kommissar Marthaler – Engel des Todes (2015, Regie: Lancelot von Naso), im Kinofilm Wie Männer über Frauen reden (2016, Regie: Henrik Regel) und in der ersten Staffel der internationalen TV-Serie The Team (2015) (Regie: Kasper Gaardsøe), die in Deutschland im ZDF ausgestrahlt wurde, mit.
Durchgehende Serienrollen hatte sie in den Fernsehserien Hinter Gittern – Der Frauenknast (2006–2007; als Gefängnis-Insassin Rosie) und Koslowski & Haferkamp (2014; als Barfrau Sarah Kaiser). Außerdem wirkte sie in zahlreichen Serien in Episodenrollen mit.
In der Auftaktfolge zur 7. Staffel der ARD-Serie Familie Dr. Kleist, die im November 2017 ausgestrahlt wurde, hatte sie eine Episodenhauptrolle als Naturheilmedizinerin, deren Tochter an Diphtherie erkrankt ist. Es folgten Episodenhauptrollen in SOKO Köln (Februar 2018, als Yoga-Lehrerin und Ex-Ehefrau eines zunächst tatverdächtigen ehemaligen Berufsboxers) und SOKO Wismar (Februar 2018, als Werkstattleiterin, die aus Liebe und Eifersucht zur Mörderin an ihrer besten Freundin wird).
In der Anwaltsserie Falk, die im Mai/Juni 2018 auf Das Erste erstausgestrahlt wurde, hatte Lause eine durchgehende Serienrolle als Trulla, die beste Freundin und langjährige Assistentin des extravaganten Anwalts Falk (Fritz Karl). In der 5. Staffel der ZDF-Serie Dr. Klein (2019) übernahm Lause eine der Episodenhauptrollen als Mutter eines 17-jährigen Mädchens, das eine Geschlechtsanpassung vornehmen lassen will.
Im Magdeburger Polizeiruf 110: Zehn Rosen (Erstausstrahlung: Februar 2019) spielte sie eine der Hauptrollen als transsexuelle Blumenhändlerin Pauline Schilling, deren Figur sie „mit einer Mischung aus Zerrissenheit, Wut, Verzweiflung und Lebenshunger“ anlegte. Im Kölner Tatort: Bombengeschäft (Erstausstrahlung: März 2019) verkörperte sie in einer dramatischen Hauptrolle die aus Bosnien stammende, durch den Krieg traumatisierte und in ihrer Ehe unzufriedene Witwe eines getöteten Sprengmeisters. In der 17. Staffel der ZDF-Krimiserie SOKO Wismar (2021) übernahm sie eine dramatische Episodenhauptrolle als Tierfotografin Anja Stahl, die im Affekt den Ranger der Wismarer Bucht tötet.
2015 koproduzierte sie ihren ersten Kinofilm BLANK, den sie auch mitentwickelte, und in dem sie eine der zwei Hauptrollen übernahm. Der Film hatte 2016 auf dem „Achtung Berlin“-Festival (New Berlin Film Award) im Wettbewerb „Mittellanger Film“ Premiere und war auf verschiedenen Filmfestivals zu sehen.

### Stunts
Neben der Schauspielerei arbeitete sie bis 2013 mehrere Jahre auch als Stuntfrau. Sie doubelte u. a. internationale Stars wie Cate Blanchett (in Wer ist Hanna?), Diane Kruger (in Unknown) und Gemma Arterton (in The Voices). Einer ihrer Stunts für Unknown ist auf dem Cover des Buches 100 Years Studio Babelsberg zu sehen.

### Sonstiges
2015 wurde Alessija Lause mit der „Večernjakova Domovnica“ als Gewinnerin des Heimatpreises von den Lesern der kroatischen Tageszeitung Večernji List als beliebteste kroatische im Ausland lebende Schauspielerin ausgezeichnet. Alessija Lause ist Mitglied im Bundesverband der Film- und Fernsehschauspieler und Mitglied der Deutschen Akademie für Fernsehen. Sie lebt in Berlin.

## Filmografie (Auswahl)
- 2006–2007: Hinter Gittern – Der Frauenknast (Fernsehserie; 15 Folgen)
- 2010: Im Angesicht des Verbrechens (Fernsehserie, Folge Nur ehrliche Liebe ist gute Liebe)
- 2012: Löwenzahn (Fernsehserie, Folge Schmetterlinge – Einsatz für die Wildwiese)
- 2012: SOKO Leipzig (Fernsehserie, Folge Filmriss)
- 2012: Tatort: Das goldene Band (Fernsehreihe)
- 2012: Polizeiruf 110: Stillschweigen (Fernsehreihe)
- 2013: Hänsel und Gretel: Hexenjäger (Kinofilm)
- 2013: Dyslexie (Fernsehfilm)
- 2013, 2020: Großstadtrevier (Fernsehserie, verschiedene Rollen, 2 Folgen)
- 2014: Heiter bis tödlich: Koslowski & Haferkamp (Fernsehserie, 16 Folgen)
- 2015: Wir könnten. Wir sollten. Wir hätten doch (Kurzfilm)
- 2015: The Team (Fernsehserie, 2 Folgen)
- 2015: Kommissar Marthaler – Engel des Todes (Fernsehreihe)
- 2015: Küstenwache (Fernsehserie, Folge Ein Mann für gewisse Stunden)
- 2015–2021: SOKO Wismar (Fernsehserie, verschiedene Rollen, 3 Folgen)
- 2015: Morden im Norden (Fernsehserie, Folge Ausgekocht)
- 2016: Der Bergdoktor – Ein letztes Lied (Fernsehserie)
- 2016: SOKO Stuttgart (Fernsehserie, Folge Blutsauger)
- 2016: Blank (Kurzfilm)
- 2016: Wie Männer über Frauen reden (Kinofilm)
- 2016: Neu in unserer Familie (Fernsehfilm)
- 2016: Mein Sohn, der Klugscheißer (Fernsehfilm)
- 2017: Letzte Spur Berlin (Fernsehserie, 2 Folgen)
- 2017: Blaumacher (Fernsehserie, Folge Blasehase)
- 2017: Familie Dr. Kleist (Fernsehserie, Folge Reine Nervensache)
- 2018: SOKO Köln (Fernsehserie, Folge Monster)
- 2018: Falk (Fernsehserie, 6 Folgen)
- 2018: Endlich Witwer (Fernsehfilm)
- 2018: Tatort: Bombengeschäft (Fernsehreihe)
- 2018–2019: Jenny – echt gerecht (Fernsehserie, 14 Folgen)
- 2019: Dr. Klein (Fernsehserie, Folge Auf einen Schlag)
- 2019: In aller Freundschaft – Die jungen Ärzte (Fernsehserie, Folge Trugschluss)
- 2019: Polizeiruf 110: Zehn Rosen (Fernsehreihe)
- 2019: Der Sommer nach dem Abitur (Fernsehfilm)
- 2019: Zwischen zwei Herzen (Fernsehfilm)
- 2019: Sag du es mir
- 2020: Die Drei von der Müllabfuhr – Kassensturz (Fernsehreihe)
- 2021: SOKO Wismar (Fernsehserie, Folge Rund, drall und so süß)
- 2021: Westwall (Fernsehserie, Folge Kapitel IV)
- 2021: Die Diplomatin – Mord in St. Petersburg
- 2021: In aller Freundschaft (Fernsehserie, Folge Das Wunder von Leipzig)
- 2022: Polizeiruf 110: Keiner von uns (Fernsehreihe)
- 2022: Doktor Ballouz (Fernsehserie, Folge Zwei Herzen)
- 2022: Kleo (Netflix-Serie)
- 2022: SOKO Potsdam (Fernsehserie, Folge Romy und Julian)
- 2022: Die Chefin (Fernsehserie, Folge Das Recht zu sterben)
- 2023: 5 Seasons – eine Reise
- 2023: Hotel Barcelona (zweiteiliger Fernsehfilm)
- 2023: Boom Boom Bruno (Fernsehserie, 5 Folgen)
- 2023: Tatort: Cash
- seit 2023: Dünentod – Ein Nordsee-Krimi (Fernsehserie)
  - 2024: Tod auf dem Meer
  - 2024: Falsches Spiel
  - 2025: Tödliche Geheimnisse
- 2024: Tatort: Made in China
- 2025: Tatort: Abstellgleis
- 2025: Das zweite Attentat (Fernsehserie)

## Interviews
- Interview mit Casting Network zur 100. Ausgabe des Magazins
- Interview mit Jasna Lovrinčević für U vihoru vremena